# Kanton La Roche-Canillac
La Roche-Canillac is een voormalig kanton van het Franse departement Corrèze. Het kanton maakte deel uit van het arrondissement Tulle. Het werd opgeheven bij decreet van 24 februari 2014, met uitwerking op 22 maart 2015. Met uitzondering van Marcillac-la-Croisille, dat bij het kanton Égletons werd gevoegd, zijn de gemeenen opgenomen in het nieuwe kanton Sainte-Fortunade.

## Gemeenten
Het kanton La Roche-Canillac omvatte de volgende gemeenten:
- Champagnac-la-Prune
- Clergoux
- Espagnac
- Gros-Chastang
- Gumond
- Marcillac-la-Croisille
- La Roche-Canillac (hoofdplaats)
- Saint-Bazile-de-la-Roche
- Saint-Martin-la-Méanne
- Saint-Pardoux-la-Croisille
- Saint-Paul